# Vassenden
Vassenden este o localitate din comuna Jølster, provincia Sogn og Fjordane, Norvegia, cu o suprafață de 0,37 km² și o populație de 374 locuitori (2013).